# Dama del Llac

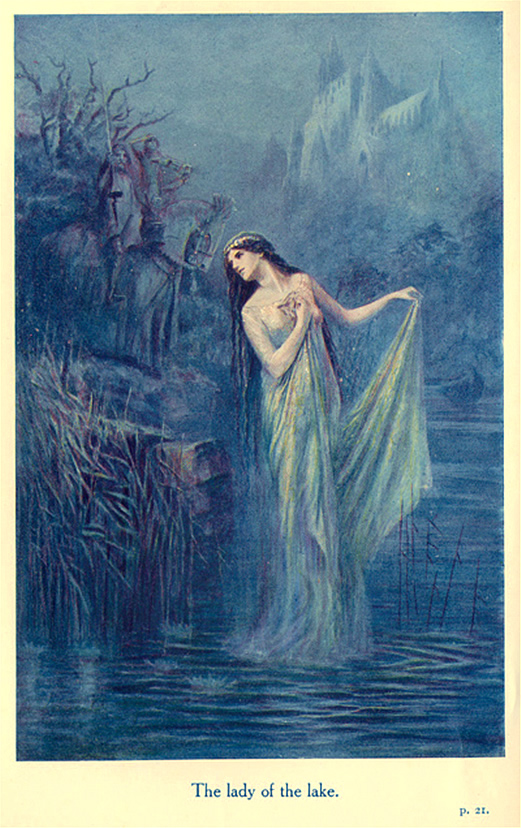
La Dama del Llac, en una il·lustració feta per Lancelot Speed

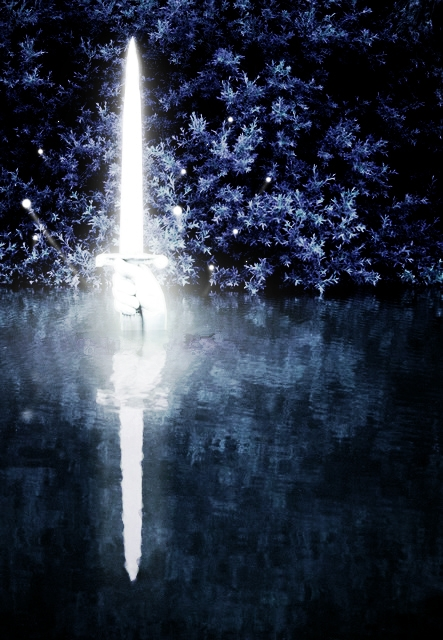
La Dama del Llac, com diu la llegenda, treu Excàlibur fora del llac

La Dama del Llac és el nom amb el qual es coneixen diversos personatges de la llegenda del rei Artur, interrelacionats entre si, que tenen probablement un origen comú. Aquest origen és probablement pagà i específic de la mitologia celta, tot i que no hi ha registres històrics sobre personatges similars.
En l'edat mitjana, la Dama del Llac va passar a tenir un lloc de rellevància en el cicle artúric, la qual cosa va ajudar a la seva difusió en la cultura occidental. Apareix en moltes de les obres sobre el rei Artur, i ha transcendit com un personatge rellevant de les llegendes artúriques per la seva relació propera amb el mag Merlí, i amb l'espasa Excàlibur.
Segons les diferents versions de les històries narrades sobre ella, el nom real de la Dama del Llac era probablement Niniana, Viviana, Nimue, Ninie, Viviane o variants d'aquests noms. També hi ha variacions en les diferents històries referents al caràcter màgic o de fada de la Dama del Llac, perquè mentre que en algunes obres apareix com un ésser mortal que aprèn de Merlí els secrets i les arts de la màgia, en unes altres apareix com un personatge inherentment màgic. Encara que la llegenda artúrica generalment representa la Dama del Llac com un personatge benèvol, a vegades també és representada com un agent del mal, o un ésser humà amb virtuts i defectes comuns, com la paciència i el rancor.

## Els noms
Les nombroses variants dels noms que li són assignats a la Dama del Llac poden separar-se en dos grups: aquelles veus que guarden una relació amb la forma Niniana, Nyneve o Nimue, i aquelles que deriven o són semblants a Viviane. Els erudits han debatut durant anys sobre l'origen dels noms esmentats en cada obra, i s'han generat estudis detallats de cada hipòtesi.
Nimue i noms similars
Es pensa que el nom Nimue està relacionat amb Mneme, o Mnemòsine, mare de les muses de la mitologia grega i romana. Una altra probable arrel n'és el nom celta Niamh. Ae vegades, es remunta el personatge a la mítica Rhiannon gal·lesa. Aquesta hipòtesi es recolza en l'etimologia oferta en la Suite du Merlin. També s'al·lega l'existència del riu Ninian en la Bretanya continental.
Viviane i noms semblants
Els qui donen preeminència a la forma Viviane argumenten que aquest és probablement un derivat de Viu-Vianna, i aquest de Co-Vianna, una variant de Coventina, la dea celta de les aigües. És probable que aquest nom, al seu torn, descrigui Gwendoloena, la companya de Merlí, el nom de la qual és pronunciat en llatí de manera semblant a Coventina. També s'ha especulat que Vivianna pot ser una forma derivada de Diana. A vegades, es veu en aquesta forma una adaptació francesa de l'heroïna llegendària irlandesa Béfinn o Bé-Binn, que significa 'dona blanca'. El blanc s'ha associat freqüentment a les companyes de Merlí.

## Mitologia
En la mitologia celta, les deïtats de l'aigua eren molt populars i respectades, ja que l'element que controlaven era l'essència mateixa de la vida. En aquesta mitologia, les voluntats d'aquestes deïtats es manifestaven en el moviment espontani i a vegades impredictible de les fonts, rius i llacs. Era molt comú que aquestes deïtats rebessin ofrenes, generalment d'armes o objectes de valor.
La dea de l'aigua Coventina, amb qui la Dama del Llac guarda moltes semblances, era venerada en tot el territori romà de la Bretanya, la Gàl·lia i el nord-oest d'Ibèria. Coventina té un adoratori a Carrawburgh, prop del mur d'Adrià, un temple quadrangular amb una bassa central. A la bassa s'han trobat ofrenes antigues, com monedes, joies i petites figures de bronze.

## Aparicions en la literatura
La primera vegada que se la identifica en una obra literària és a la fi del segle xii en el llibre Lancelot, el cavaller de la carreta, de Chrétien de Troyes. Tot i que en aquesta obra no se la identifica pel seu nom, el personatge és recognoscible, ja que apareix exercint el seu paper de padrina o mare adoptiva del cavaller de la taula rodona Lancelot del Llac.

### Matèria de Bretanya
Les múltiples versions de la història artúrica expliquen detalls diferents sobre el personatge, a vegades incomplets o contradictoris. A grans trets, la història de la Dama del Llac pot resumir-se en:
Era neta de Diana caçadora, filla del rei de Northumberland o de Dionàs. Segons relata La Vulgata, va aprendre les arts màgiques del mag Merlí, que estava encantat amb la seva bellesa.
Després de la mort de Ban de Benwick a mans del rei Claudas, la Dama del Llac rapta l'infant Lancelot i se l'emporta a viure amb ella al seu palau sota les aigües. Allí es troba amb els nens Boores i Lionel, cosins de Lancelot. La Dama del Llac s'encarrega de criar els tres nens com si fossin fills seus. Lancelot va créixer sense conèixer la seva veritable identitat, la qual li fou revelada per sa mare adoptiva quan va complir 18 anys.
En aquest moment, la Dama del Llac porta Lancelot a Camelot, per ser armat cavaller, i fou ella qui imposà les armes al seu fill, contrariant la tradició davant del rei Artur. La Dama segueix les aventures de Lancelot, i va contribuir amb la seva màgia a l'èxit d'algunes. En l'obra de Troyes, la Dama del Llac lliura un anell màgic a Lancelot, el qual el protegirà de qualsevol encantament. Aquesta al·lusió al caràcter màgic del personatge pren forma quan en el cicle Lancelot-Grial se l'esmenta expressament com a fada. Aquesta obra refereix per primera vegada un enamoriscament entre ella i el mag Merlí; i es diu al personatge pel seu nom, també per primera vegada.
La Dama del Llac és responsable de la desaparició de Merlí, en tancar-lo per tota l'eternitat en una cova, aprofitant la influència que té sobre el mag enamorat. Segons Lancelot en prosa, Merlí ensenya els seus secrets màgics a Niniane, per la promesa que aquesta li havia fet que, en pagament, ella li lliuraria el seu amor. No obstant això, Niniane aprofita el coneixement d'aquests secrets per tancar Merlí. El mag ja havia vist el seu propi destí, però no era capaç d'evitar-lo, la qual cosa suposa que Niniane posseïa un poder extraordinàriament fort per manipular i encisar fins i tot un gran bruixot.

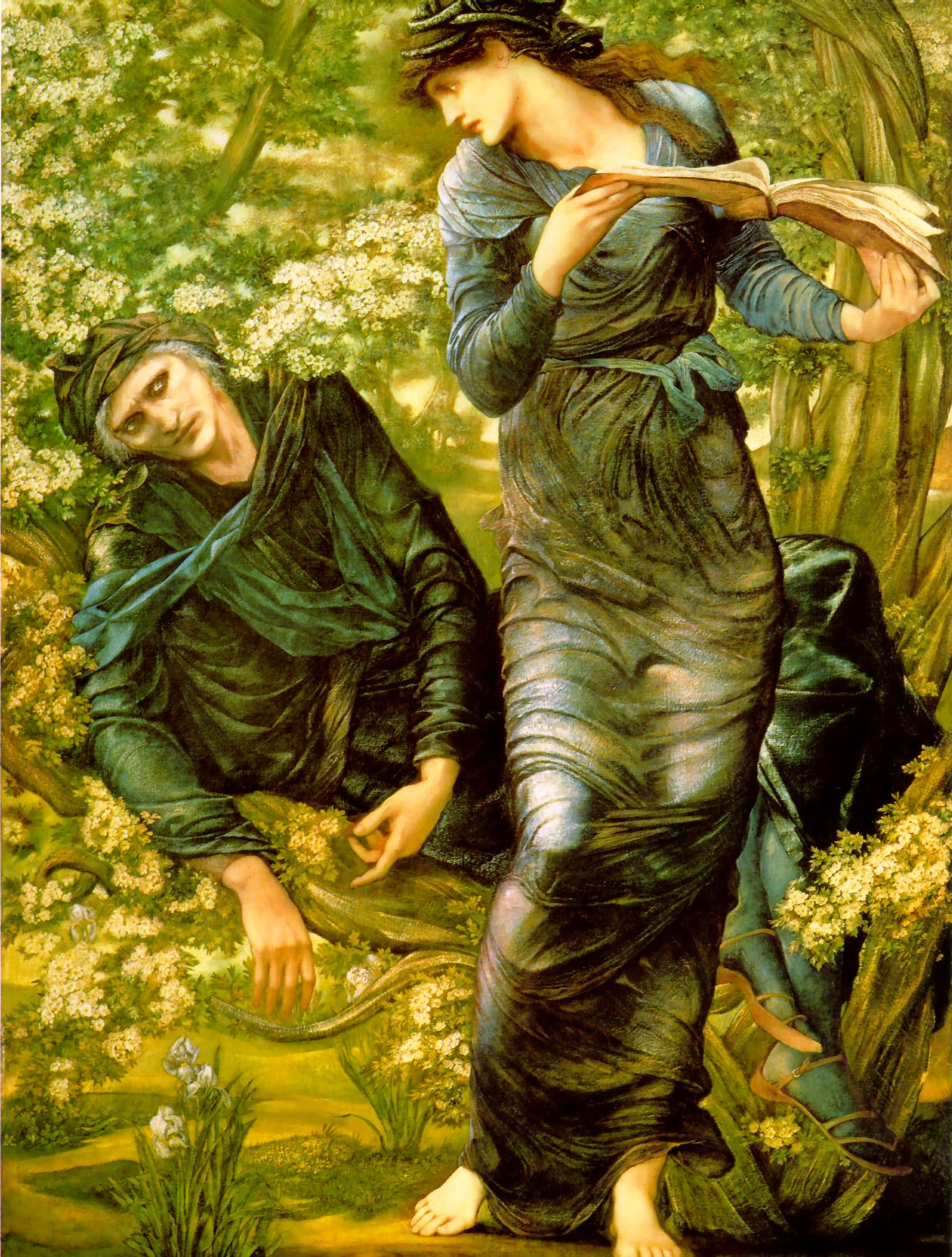
La seducció de Merlí, pintura del prerafaelita Edward Burne-Jones, 1874

En La mort d'Artús, de Thomas Malory, la Dama del Llac és qui lliura a Artur la llegendària espasa Excàlibur. En l'obra, la Dama del Llac arriba a la cort d'Artur a oferir l'espasa com un regal, i alhora a exigir el cap de Balin, un antic enemic de la seva família. Balin s'adona de la identitat de la Dama, i de seguida la decapita, deshonorant així la cort d'Artur. La mateixa obra acaba amb el cavaller de la taula rodona Bedevere llançant l'espasa Excàlibur a l'aigua, i una mà sorgeix de la superfície i la rep. Aquesta mà pot pertànyer a la Dama del Llac, la qual cosa fa suposar que aquest és un personatge diferent d'aquell que fou decapitat per Balin.
En algunes versions, la Dama dona a triar al rei entre una copa, una llança, un plat i una espasa, com a símbol de la unió de Camelot amb Avalon. Després de triar Excàlibur, es crea una funda on es guarda l'espasa que tenia el poder de no deixar vessar ni una sola gota de sang al seu portador.

### Seglexixfins a l'actualitat
En els Idil·lis del rei, de Tennyson, es fa èmfasi en l'espiritualitat del personatge, amb un capteniment amorós com el d'una germana i amable com el d'una fada, però amb una fortalesa superlativa. Simultàniament, Tennyson la despulla de les característiques paganes, reconciliant la Dama del Llac amb la mitologia cristiana.
En Time and the Witch Vivien el poeta irlandès Yeats relata la mort de la Dama del Llac, després de perdre en un joc d'escacs contra el Pare Temps. Altres històries expliquen que la Dama del Llac era la màxima sacerdotessa d'Avalon, anomenada també Viviane, germana d'Igraine (mare d'Artur), i germana de Ninie, amant de Merlí. Aquests elements els popularitza al segle xx Marion Zimmer Bradley, contradient Godofred de Monmouth, que afirmava que la cap de les dames d'Avalon era Morgana.

### Aparicions fora del món artúric
La Dama del Llac ha prestat el nom a nombrosos personatges d'obres que no necessàriament versen sobre el personatge artúric, tant en literatura com en cinema i televisió. Un exemple notable n'és el poema de 1810 La Dama del Llac, de Walter Scott, que relata la rivalitat entre el rei Jaume V d'Escòcia i el clan Douglas. Algunes d'aquestes obres exploten l'associació del nom amb el misteri sobrenatural, com la pel·lícula italiana La dona del llac, del 1965, o la nord-americana Lady in the Water, del 2006. També apareix en el capítol «What Happened to Frederick» de la sèrie de televisió nord-americana Once upon a Time (2011): en aquest cas s'hi representa com un ésser maligne, de gran bellesa, que com una sirena sedueix les persones per arrossegar-les a les profunditats del llac i ofegar-les.

## Per a més informació
- Alvar, Carlos. Breu diccionari artúric. Aliança Editorial, Madrid, 1997. ISBN 84-206-3636-3.
- Forbush, William Byron. The Queens of Avalon. Ed. The Knights of King Arthur, Boston, 1925.
- Malory, Sir Thomas. La mort d'Arturo. Basada en el text de William Caxton. Traducció de F. Torres Oliver, pròleg de C. García Gual; traduït a partir de l'edició anglesa preparada per Janet Cowen. Edicions Siruela. Biblioteca medieval, 2 vol., Madrid, 1999. ISBN 84-7844-485-8.
- Tennyson, Alfred. Idylls of the King. Penguin Classics, 1983. ISBN 0-14-042253-6.
- Thelwall, John. The Fairy of the Lake. Poema inclòs en Poems chiefly written in retirement: The fairy of the lake, a dramatic romanç; effusions of relative and social feeling: and specimens of the Hope of Albion. W. H. Parker, 1801. B000880QOY. Pot consultar-se en línia en The Camelot Project de la Universitat de Rochester.
- En el joc Sonic & the Black Knight la Dama del Llac és representada per Amy Rose.